# Zahlungsmittelbestand
Der Zahlungsmittelbestand ist in den Wirtschaftswissenschaften der bei Wirtschaftssubjekten vorhandene Bestand an Zahlungsmitteln.

## Allgemeines
Wirtschaftssubjekte sind Unternehmen, Privathaushalte, der Staat und dessen Untergliederungen (öffentliche Verwaltung, Staatsunternehmen). Zahlungsmittel im engeren Sinne sind Bargeld (Kassenbestand), Buchgeld (Bankguthaben) und Geldersatzmittel (Schecks, Wechsel). Im weiteren Sinne definiert IAS 7.6 (2017) den Zahlungsmittelbestand als Summe der verfügbaren Zahlungsmittel (englisch cash) und Zahlungsmitteläquivalente (englisch cash equivalents). Zahlungsmitteläquivalente sind sehr liquide Vermögensgegenstände, weisen kaum Wertschwankungen auf und haben Laufzeiten von maximal drei Monaten (IAS 7.7). Dazu gehören die kurzfristigen Forderungen (Debitoren) {\displaystyle F_{k}} abzüglich der kurzfristigen Verbindlichkeiten (Kreditoren) {\displaystyle V_{k}}, die zusammen mit dem Zahlungsmittelbestand {\displaystyle ZMB} das (Netto-)Geldvermögen {\displaystyle G} ergeben:
{\displaystyle G=ZMB+F_{k}} – {\displaystyle V_{k}}.
Andere Bestände des Umlaufvermögens, wie Vorräte an schnell verkäuflichen Fertigerzeugnissen oder Wertpapiere (mit Ausnahme derjenigen, die zu M3 gezählt werden) gehören nicht zum Zahlungsmittelbestand. Da es verschiedene Abgrenzungen zwischen Zahlungsmitteln und sonstigen (weniger liquiden) Vermögenswerten gibt, unterscheidet die Bundesbank drei unterschiedliche Geldmengendefinitionen, die den Zahlungsmittelbestand der BRD beschreiben.

## Veränderungen des Zahlungsmittelbestands
Zur Zahlungsmittelebene (sie betrachtet Stromgrößen) gehören die Begriffe Einzahlung und Auszahlung. Der Zahlungsmittelbestand ist eine Bestandsgröße, die durch die Stromgröße Einzahlung ({\displaystyle E}) erhöht und durch die Stromgröße Auszahlung ({\displaystyle A}) vermindert wird. Der Zahlungsmittelbestand {\displaystyle ZMB} ist der zu einem bestimmten Zeitpunkt {\displaystyle _{t}} ermittelte Bestand an Zahlungsmitteln:
{\displaystyle ZMB_{t}=E_{t}-A_{t}}.
Der Saldo der Ein- und Auszahlungen eines bestimmten Zeitraums ergibt einen Zahlungsmittelüberschuss (bzw. ein Zahlungsmitteldefizit im negativen Fall):
{\displaystyle {\text{Zahlungsmittelüberschuss}}=E_{t}>A_{t}},
{\displaystyle {\text{Zahlungsmitteldefizit}}=E_{t}<A_{t}}.
Diese Stromgrößen verändern die Bestandsgröße Zahlungsmittelbestand, was sich unmittelbar auf die Liquidität und den Cashflow auswirkt. Einzahlungen erhöhen beide, Auszahlungen vermindern sie. Ein Zahlungsmittelüberschuss wird auch als Geldrohüberschuss bezeichnet; der negative Fall heißt Geldrohunterschuss.

## Beziehung zwischen Ausgabe/Auszahlung
Zur Geldvermögensebene (sie betrachtet Bestandsgrößen) gehören die Begriffe Einnahme und Ausgabe. Ausgaben und Auszahlungen sind stets dann identisch, wenn sich sowohl der Zahlungsmittelbestand als auch das Geldvermögen ändern. So führt der Geschäftsvorfall der Barzahlung eines Wareneinkaufs zur Minderung des Kassenbestands und damit zur Minderung des Geldvermögens.
```
   Zahlungsmittelbestand  (-)
   + Forderungen          (0)
   - Verbindlichkeiten    (0)
   = Geldvermögen         (-)
```

Auszahlungen und Ausgaben sind dagegen nicht identisch, wenn Kreditvorgänge stattfinden. Wird der Wareneinkauf mit Zahlungsziel getätigt, so erhöhen sich durch diesen Lieferantenkredit die Kreditoren (Verbindlichkeiten) und führen zu einer Verringerung des Geldvermögens. Es liegt dann zwar eine Ausgabe vor, die Auszahlung erfolgt jedoch erst bei Ablauf des Zahlungsziels durch Verfügung über Zahlungsmittel.
```
   Zahlungsmittelbestand  (0)
   + Forderungen          (0)
   - Verbindlichkeiten    (+)
   = Geldvermögen         (-)
```

Ausgabenlose Auszahlungen verringern den Zahlungsmittelbestand und die Verbindlichkeiten oder erhöhen die sonstigen Forderungen. Bezahlt ein Schuldner eine Verbindlichkeit, verringern sich sowohl sein Zahlungsmittelbestand als auch seine Verbindlichkeiten. Sein Nettogeldvermögen bleibt daher unverändert: Auszahlung, aber keine Ausgabe. Der Barkauf einer Staats- oder Unternehmensanleihe verringert den Zahlungsmittelbestand, aber erhöht die sonstigen Forderungen. Auch hierbei bleibt das Nettogeldvermögen unverändert (Auszahlung, keine Ausgabe).  Auszahlungslose Ausgaben dagegen berühren nicht den Zahlungsmittelbestand und verändern ausschließlich das Geldvermögen. Hierzu gehört der Wareneinkauf auf Zahlungsziel. Dabei erhöhen sich für den Käufer die Verbindlichkeiten, sein Zahlungsmittelbestand bleibt aber bis zur Erfüllung der Verbindlichkeit aus dem Kauf (Zahlung) unverändert (Ausgabe, aber keine Auszahlung).

## Beziehung zwischen Einnahme/Einzahlung
Das gilt umgekehrt auch für die Begriffe Einnahmen und Einzahlungen. Sie finden zeitgleich statt, wenn eine Transaktion sowohl den Zahlungsmittelbestand als auch das Geldvermögen verändert. Z.B. führt ein Barverkauf von Waren zu einer Einnahme und einer Einzahlung, weil sich sowohl der Kassenbestand als auch das Geldvermögen erhöht:
```
   Zahlungsmittelbestand  (+)
   + Forderungen          (0)
   - Verbindlichkeiten    (0)
   = Geldvermögen         (+)
```

Ein Beispiel, bei dem Einnahme und Einzahlung nicht zeitgleich stattfinden, wäre z. B. ein Kundenkredit durch Vorauszahlung. Die vorzeitige Zahlung durch den Kunden vor Lieferung führt zur Einzahlung durch Erhöhung des Zahlungsmittelbestands und zur Erhöhung der Verbindlichkeiten, die Einnahme erfolgt erst durch die spätere umsatzwirksame Lieferung:
```
   Zahlungsmittelbestand  (+)
   + Forderungen          (0)
   - Verbindlichkeiten    (+)
   = Geldvermögen         (0)
```

Einnahmenlose Einzahlungen liegen vor, wenn der Zahlungsmittelbestand erhöht wird und mit einer Verringerung der Forderungen oder Erhöhung der Verbindlichkeiten verbunden ist. Hierzu gehört die Tilgung eines Kredits durch den Schuldner, wodurch der Gläubiger Zahlungsmittel erhält und seine Kreditforderung ausbuchen kann. Einzahlungslose Einnahmen entstehen bei Geschäftsvorfällen, die den Zahlungsmittelbestand nicht berühren (etwa der Verkauf von Fertigerzeugnissen auf Zahlungsziel).